# Desmoclystia luridifascia
Desmoclystia luridifascia là một loài bướm đêm trong họ Geometridae.